# Brightest!
『Brightest!』（ブライテスト!）はスターダストレビュー9枚目のオリジナル・アルバム。1991年11月6日に発売された。

## 解説
1991年発売盤にはラメ色着せ替えジャケット封入。
先行シングル「瞳の中の天国」、本作発売後にシングルカットされた「追憶」を収録。

## チャート成績
オリコンチャート2位を獲得した。

## 収録曲
作詞・作曲（特記以外）・全編曲：三谷泰弘
1. Goin' Back To 1981
  - 作詞：林紀勝　作曲：根本要
2. Sweet Snow Magic
  - 作詞・作曲：根本要
  - クリスマスソング
3. Tell Me Now!
  - メインヴォーカル：三谷泰弘
4. 彷徨い
5. 瞳の中の天国
  - 22枚目のシングル
6. Blue Fashion Street
  - 作詞：寺田正美
  - メインヴォーカル：三谷泰弘
7. 9月の海
  - 作詞：林紀勝　作曲：柿沼清史
8. 追憶
  - 作詞：荒木とよひさ　作曲：根本要
  - 23枚目のシングル
9. Celebrate
  - 作詞：林紀勝/三谷泰弘
10. Destiny
  - 作詞：林紀勝
11. Northern Lights -輝く君に-（LIVE VERSION：1989年7月23日）
  - 2002年以降再発盤のみに収録のボーナス・トラック

## 参加ミュージシャン
- テナー・サクソフォーン：渕野繁雄